# 莫伦瓦尔德
莫伦瓦尔德（荷蘭語：Molenwaard，荷蘭語發音：[ˈmoːlə(n)ˌʋaːrt]）是荷蘭南荷蘭省的一个旧市镇，位於荷蘭西部。莫伦瓦尔德設立於2013年1月1日，由原市镇赫拉夫斯特罗姆、利斯费尔德与新莱克兰合并而成，人口約有2.9萬人，面積約126 km2（49 sq mi）。2019年1月1日，莫伦瓦尔德与市镇希森兰登合并为新市镇莫倫蘭登（Molenlanden）。

## 外部連結
- （荷兰文） 官方网站 （页面存档备份，存于）